# Liste der Stolpersteine in Malsfeld
Die Liste der Stolpersteine in Malsfeld enthält alle Stolpersteine, die im Rahmen des gleichnamigen Projekts von Gunter Demnig in Malsfeld verlegt wurden.  Mit ihnen soll an Opfer des Nationalsozialismus erinnert werden, die in Malsfeld lebten und wirkten.

## Verlegte Stolpersteine
| Adresse           | Verlege- datum | Person, Inschrift                                                                      | Bild | Anmerkung |
| ----------------- | -------------- | -------------------------------------------------------------------------------------- | --- | --------- |
| Brückenstraße 4 · | 29. Mai 2012   | Hier wohnte, Betty Katz, geb. Rosenblatt, Jg. 1900, deportiert 1941, ermordet in, Riga | Bild gesucht Die Wikipedia wünscht sich an dieser Stelle ein Bild vom Ort mit diesen Koordinaten 51.0795956 9.5463185 . Motiv: Stolpersteine für Familie Katz Falls du dabei helfen möchtest, erklärt die Anleitung , wie das geht. BW |           |
| Brückenstraße 4 · | 29. Mai 2012   | Hier wohnte, Doris Katz, Jg. 1937, deportiert 1941, ermordet in, Riga                  | Bild gesucht Die Wikipedia wünscht sich an dieser Stelle ein Bild vom Ort mit diesen Koordinaten 51.0795956 9.5463185 . Motiv: Stolpersteine für Familie Katz Falls du dabei helfen möchtest, erklärt die Anleitung , wie das geht. BW |           |
| Brückenstraße 4 · | 29. Mai 2012   | Hier wohnte Sally Katz, Jahrgang 1890, deportiert 1941, ermordet in Riga               | Bild gesucht Die Wikipedia wünscht sich an dieser Stelle ein Bild vom Ort mit diesen Koordinaten 51.0795956 9.5463185 . Motiv: Stolpersteine für Familie Katz Falls du dabei helfen möchtest, erklärt die Anleitung , wie das geht. BW |           |